# Auzay
Auzay is een plaats en voormalige gemeente in het Franse departement Vendée in de regio Pays de la Loire en telt 522 inwoners (1999). De plaats maakt deel uit van het arrondissement Fontenay-le-Comte.

## Geschiedenis
Auzay is op 1 januari 2017 gefuseerd met de gemeente Chaix tot de gemeente Auchay-sur-Vendée. 

## Geografie
De oppervlakte van Auzay bedraagt 13,7 km², de bevolkingsdichtheid is 38,1 inwoners per km².
De onderstaande kaart toont de ligging van Auzay met de belangrijkste infrastructuur en aangrenzende gemeenten.

## Demografie
Onderstaande figuur toont het verloop van het inwonertal.